# رپید-دانسور، کبک
رپید-دانسور (به فرانسوی: Rapide-Danseur) شهری در منطقه شهری آبیتیبی-وست ناحیه آبیتیبی-تمیسکامنگ در استان کبک کانادا است. در سرشماری سال ۲۰۱۱ این شهر ۳۰۹ نفر جمعیت داشته‌است و مساحت آن ۱۸۵٫۱۸ کیلومتر مربع است.